# Émile Dind
Émile Dind (* 29. März 1855 in Saint-Cierges; † 11. September 1932 in Lausanne, heimatberechtigt in Saint-Cierges) war ein Schweizer Politiker (FDP).

## Biografie
Dind studierte Medizin in Paris, Genf, Bern (wo er 1879 promovierte), Tübingen, Wien und Lausanne. Von 1891 bis 1925 war er Professor für Dermatologie an der Universität Lausanne, wo er von 1904 bis 1906 auch Rektor war.
Als freisinniger Vertreter war er von 1897 bis 1905 im Gemeinderat von Lausanne und von 1901 bis 1921 im Grossen Rat des Kantons Waadt, welchen er 1911 präsidierte. Von 1917 bis 1931 sass er im Ständerat und war dort Mitglied der Finanzdelegation der Eidgenössischen Räte und zahlreicher Kommissionen.
Als Familienpolitiker war er Initiant des kantonalen Gesetzes von 1918 über ausserfamiliär platzierte Kinder und das kantonale Gesetz über das Fürsorgewesen. Weiter war er Mitglied der Waadtländer Lungenliga sowie Mitbegründer der Poliklinik der Universität Lausanne. Ferner war er Präsident der Société vaudoise de médecine.